# Joel Mogorosi
Joel Otlogetswe Mogorosi est un footballeur international botswanais, né le 2 août 1984 à Gaborone au Botswana. Il mesure 1,82 m.
Joel Mogorosi évolue depuis 2015 au Township Rollers, où il occupe le poste d'ailier droit. Joel Mogorosi marqué son premier but international de la volée en dehors de la surface face au Togo le 4 septembre 2010. Son deuxième but international a été face à la Suède le 19 janvier 2011.

## Carrière
| Saison                | Club                  | Championnat             | Championnat | Championnat | Coupe(s) nationale(s) | Coupe(s) nationale(s) | Botswana | Botswana | Total | Total |
| Saison                | Club                  | Division                | M.          | B.          | M.                    | B.                    | M.       | B.       | M.    | B.    |
| 2003-2004             | BMC Lobatse           | St Louis Premier League | -           | -           | -                     | -                     | -        | -        | 0     | 0     |
| 2004-2005             | BMC Lobatse           | St Louis Premier League | -           | -           | -                     | -                     | 4        | 0        | 4     | 0     |
| 2005-2006             | BMC Lobatse           | St Louis Premier League | -           | -           | -                     | -                     | 1        | 0        | 1     | 0     |
| 2006-2007             | Township Rollers      | St Louis Premier League | -           | -           | -                     | -                     | -        | -        | 0     | 0     |
| 2006-2007             | AE Paphos             | Marfin Laiki League     | 10          | 1           | -                     | -                     | 3        | 0        | 13    | 1     |
| 2007-2008             | APOP Kinyras Peyias   | Marfin Laiki League     | 2           | 0           | -                     | -                     | 1        | 0        | 3     | 0     |
| 2007-2008             | Township Rollers      | St Louis Premier League | -           | -           | -                     | -                     | 6        | 0        | 6     | 0     |
| 2008-2009             | Township Rollers      | St Louis Premier League | -           | -           | -                     | -                     | 4        | 0        | 4     | 0     |
| 2009-2010             | Township Rollers      | St Louis Premier League | -           | -           | -                     | -                     | -        | -        | 0     | 0     |
| 2010-2011             | Mochudi Centre Chiefs | Mascom Premier League   | -           | -           | -                     | -                     | 12       | 2        | 12    | 2     |
| 2011-2012             | Mochudi Centre Chiefs | Mascom Premier League   | -           | -           | -                     | -                     | 8        | 1        | 8     | 1     |
| 2012-2013             | Bloemfontein Celtic   | ABSA Premiership        | 28          | 6           | 8                     | 3                     | 8        | 0        | 44    | 9     |
| 2013-2014             | Bloemfontein Celtic   | ABSA Premiership        | 28          | 5           | 4                     | 1                     | 5        | 3        | 37    | 9     |
| 2014-2015             | Bloemfontein Celtic   | ABSA Premiership        | 14          | 2           | 2                     | 2                     | 10       | 1        | 26    | 5     |
| 2015-2016             | Township Rollers      | Mascom Premier League   | -           | -           | -                     | -                     | 12       | 7        | 12    | 7     |
| 2016-2017             | Township Rollers      | Mascom Premier League   | -           | -           | -                     | -                     | -        | -        | 0     | 0     |
| Total sur la carrière | Total sur la carrière | Total sur la carrière   | 82          | 14          | 14                    | 6                     | 74       | 14       | 170   | 34    |

## Palmarès
Township Rollers
- Champion de Botswana : 2010 et 2011.
- Vainqueur de la Coupe du Botswana : 2010

 Mochudi Centre Chiefs
- Champion de Botswana : 2012